# So Lonely
So Lonely är en låt av det brittiska rockbandet The Police. Den släpptes som singel den 3 november 1978 och återfinns på albumet Outlandos d'Amour. 